# Rockford, Alabama
Rockford är administrativ huvudort i Coosa County i Alabama. Vid 2020 års folkräkning hade Rockford 349 invånare.